# Robert Davers (2e baronnet)
Sir Robert Davers, 2e baronnet (vers 1653-1722) de Rougham et Rushbrooke Hall est un homme politique et propriétaire terrien anglais.

## Biographie

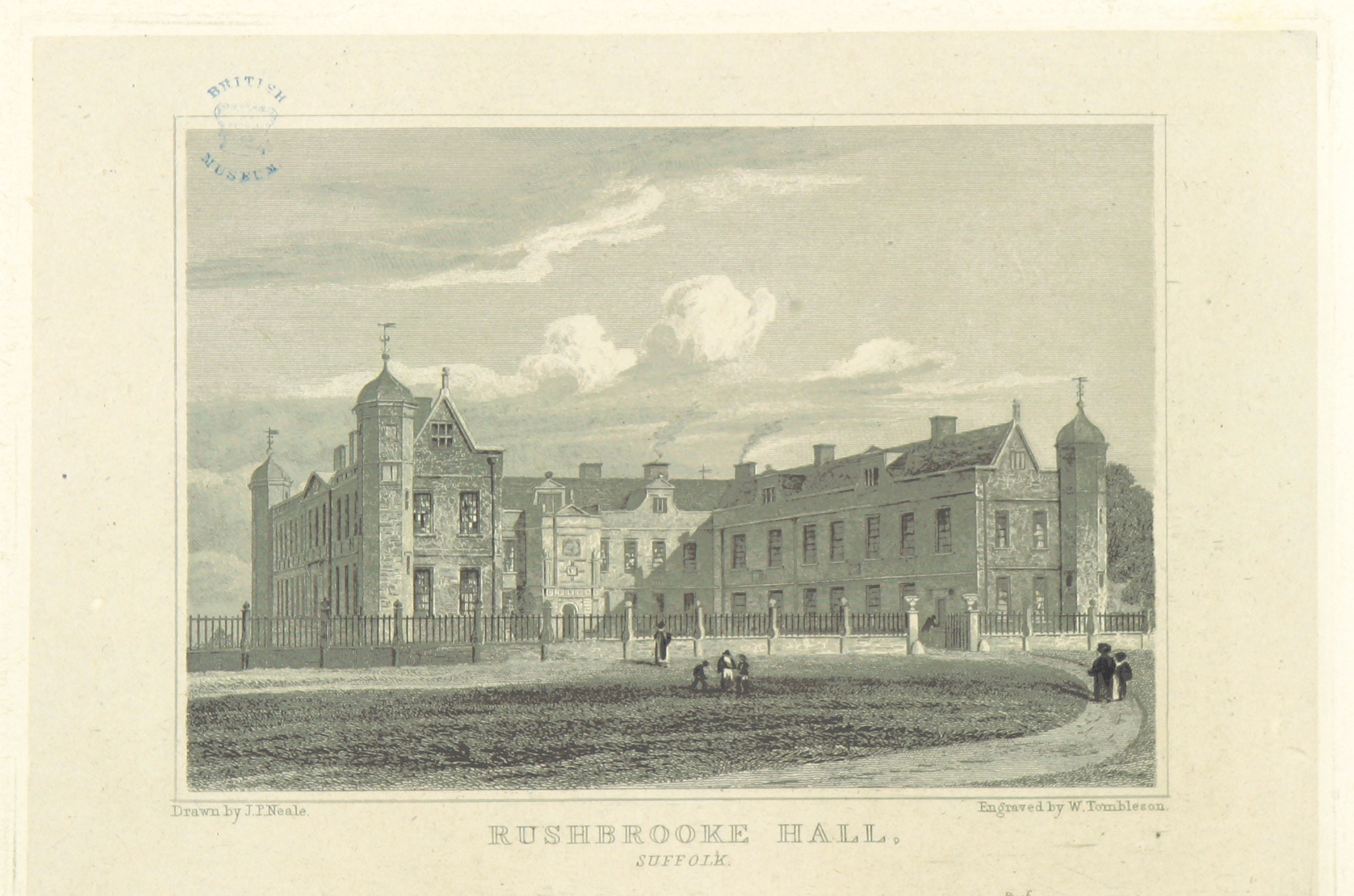
Rushbrooke Hall, dessiné en 1818.

Il est le fils de Robert Davers, 1er baronnet, un royaliste qui fait fortune à la Barbadeavec une plantation de 300 acres exploités par 200 "nègres" . Davers est né à la Barbade avant de venir en Angleterre entre 1680 et 1682. Il retourne ensuite à la Barbade et y siège au Conseil le 13 juin 1682. Le 30 novembre 1683, il est l'un des barons de la cour de l'Échiquier et des plaidoyers de la Barbade. Il hérite du titre de baronnet de son père en 1684 et est désigné pour servir en tant que haut shérif du Suffolk en 1685, mais ne prend pas le poste.
Il retourne définitivement en Angleterre en 1687 et devient député de Bury St Edmunds en 1689. Il siège à la Chambre des communes pour le second mandat de 1703 à 1705, après quoi il est élu député du Suffolk, occupant ce siège jusqu'à sa mort en 1722.
Il épouse Mary Jermyn, fille et cohéritière de Thomas Jermyn (2e baron Jermyn). Ils ont cinq fils et cinq filles. Par ce mariage, il acquiert en 1703 un cinquième du domaine de Rushbrooke Hall, dont il achète les autres parties à sa belle-sœur, l'épouse de Thomas Spring (3e baronnet). Il vend le domaine de Rougham entre 1705 et 1710 à son gendre, Clément Corrance et fait de Rushbrooke le siège principal de la famille. Son fils Robert lui succède.